# هانا جي. سولومون
هانا جي. سولومون (بالإنجليزية: Hannah G. Solomon)‏ هي ناشِطة أمريكية، ولدت في 14 يناير 1858 في شيكاغو في الولايات المتحدة، وتوفي بنفس المكان في 7 ديسمبر 1942.

## وصلات خارجية
- هانا جي. سولومون على موقع الموسوعة البريطانية (الإنجليزية)